# 大久保悠
大久保 悠（おおくぼ ゆう、1985年12月4日 - ）は、東北放送の女性アナウンサー。

## 来歴・人物
千葉県出身で、宮城県仙台市育ち。2009年に東北放送に入社した。同期は林朝子。既婚。家族は夫と娘3人。
宮城県第二女子高等学校（現：宮城県仙台二華高等学校）、東北外国語専門学校（現：東北外語観光専門学校）、岩手大学卒。
中学では陸上部に所属。高校時代は応援団長をしており、同期生に女優の瀬戸早妃（現：咲嬉）がいた。
TBC夏まつり事務局Facebookにて、結婚したことを明らかにした 。
2018年10月より第二子(次女)出産のため産休。2019年6月に復職。
2021年5月より第三子(三女)出産のため産休。2022年4月に復職。

## 現在の担当番組
テレビ
- TBCニュース
- 河北新報ニュース
- ひるまでウォッチン! （木金）

ラジオ
- TBCニュース
- 河北新報ニュース
- 希望音楽会　(月～金、2023年10月-　)
- サタディ･イン･ザ･パーク　(ラジオカー担当、不定期)
- GoGoはみみこい ラジオな気分（ラジオカー担当、不定期出演)
- En∞Voyage (水曜日、2024年7月-　)

## 過去の出演番組

### テレビ
- サンドの笑福2010新春初売りテレビ(2010年1月1日)
- One Switch Cafe(2009年10月～2010年3月、初代店長)
- 1にスイッチ!（番宣番組）
- THE NEWS TBC
- ウォッチン!みやぎ(月-水曜担当 2013年4月1日-2014年3月26日、木・金曜日担当 2015年6月18日 -2018年9月)
- 日本のチカラ#230 ペンターン女子～半島で私らしく生きる！ナレーター担当、(2020年9月13日、テレビ朝日では2020年8月29日放送)
- Nスタみやぎ（木金担当、2019年7月～2021年4月　2010年4月～2013年3月27日月曜～水曜キャスター、）
- 日本のチカラ#318 あのとうふ とってけろ　宮城発!金融移動店舗車ものがたり　(ナレーター担当、2022年10月9日)

### ラジオ
- Music☆Twinkle（2009年10月 - 2010年3月、林朝子アナと隔週交代で出演）
- Pick Up!!(土曜、2010年10月-2011年10月1日)
- Happy Soup (火曜2010年10月-2011年4月8日、木曜2011年10月 - 2012年3月)
- ロジャー大葉のラジオな気分（ラジオカー、2010年4月 - 2014年3月28日）
- ３．１１みやぎのこどもたち
- ランチボックスL
- TBCこども音楽コンクール（2009年10月（公録は8月より）～2013年9月、2014年3月～2018年9月）
- 日立システムズ エンジョイ！クラシック(2019年～2021年3月　、2017年4月～2018年9月）
- 歌のない歌謡曲（2020年1月～2021年3月26日 ）